# Deuterokonija
Deuterokonija (lat. Deuterocohnia), rod vazdazelenih i listopadnih trajnica iz porodice tamjanikovki (Bromeliaceae). U nejga su uklopljene i vrste koje su nekada pripisivane rodu abromejtijela (Abromeitiella).
Rodu pripada 17 vrsta, i južnoamerički su endemi, poglavito u Boliviji. Rod je dobio ime po židovskom botaničaru Ferdinandu Juliusu Cohnu.

## Vrste
1. Deuterocohnia abstrusa (A.Cast.) N.Schuetz; Argentina
2. Deuterocohnia brevifolia (Griseb.) M.A.Spencer & L.B.Sm.; Bolivija, Argentina
3. Deuterocohnia brevispicata Rauh & L.Hrom.; Bolivija
4. Deuterocohnia chrysantha (Phil.) Mez; Čile
5. Deuterocohnia digitata L.B.Sm.; Bolivija, Argentina
6. Deuterocohnia gableana R.Vásquez & Ibisch; Bolivija
7. Deuterocohnia glandulosa E.Gross; Bolivija
8. Deuterocohnia haumanii A.Cast.; Argentina
9. Deuterocohnia longipetala (Baker) Mez; Peru, Bolivija, Argentina
10. Deuterocohnia lorentziana (Mez) M.A.Spencer & L.B.Sm.; Bolivija, Argentina
11. Deuterocohnia lotteae (Rauh) M.A.Spencer & L.B.Sm.; Bolivija
12. Deuterocohnia meziana Kuntze ex Mez; Brazil, Bolivija, Paragvaj, Argentina
13. Deuterocohnia recurvipetala E.Gross; Argentina
14. Deuterocohnia scapigera (Rauh & L.Hrom.) M.A.Spencer & L.B.Sm.; Bolivija
15. Deuterocohnia schreiteri A.Cast.; Argentina
16. Deuterocohnia seramisiana R.Vásquez, Ibisch & E.Gross; Bolivija
17. Deuterocohnia strobilifera Mez; Bolivija